# 28805 Föhring
28805 Föhring è un asteroide della fascia principale. Scoperto nel 2000, presenta un'orbita caratterizzata da un semiasse maggiore pari a 2,428994 UA e da un'eccentricità di 0,181931, inclinata di 5,671100° rispetto all'eclittica. Ha un diametro di 3,515 km.